# Greg Garcia
Gregory Thomas García (Fairfax, 4 de abril de 1970), é um produtor e roteirista de televisão estadunidense, que se notabilizou como criador/produtor executivo do longo seriado de sitcom Yes, Dear e do premiado My Name is Earl. Trabalhou também na série Family Matters, e foi consultor de produção de Family Guy.

## Biografia
Garcia cresceu no Condado de Arlington, também na Virgínia, onde graduou-se no colegial pela Yorktown High School. Formou-se pela Frostburg State University, em Maryland, a mesma de sua mãe.
A faculdade foi o ponto de partida para seu trabalho, tendo enviado um roteiro que foi usado pela Warner Brothers. Trabalhou no início num programa de rádio esportivo, apresentado por Tony Kornheiser, acreditando que seria esta a sua especialidade.
Envolveu-se, em 2008, em discussão pela imprensa com Alec Baldwin, quando este queixou-se da atenção dada pela emissora ao produtor; em resposta, Garcia chamou o ator de "psicopata", obtendo deste a indicação de que seria cientologista, depois refutada pelo produtor.